# Nuncia spinulosa
Nuncia spinulosa is een hooiwagen uit de familie Triaenonychidae.